# کار ناتمام
کار ناتمام (به انگلیسی: Unfinished Business) یک فیلم کمدی و درام آمریکایی به کارگردانی کن اسکات است.

## داستان فیلم
مالک سخت کوش یک کسب و کار کوچک به همراه دو تن از همکارانش راهی اروپا می شود تا بزرگترین معامله زندگی خود را انجام دهد اما...